# Oberbalm
Oberbalm (gsw. Oberbaum) – gmina (niem. Einwohnergemeinde) w Szwajcarii, w kantonie Berno, w regionie administracyjnym Bern-Mittelland, w okręgu Bern-Mittelland. Graniczy z gminą Niedermuhlern.
Gmina została utworzona w 1228 roku jako Balmes.

## Demografia
W Oberbalmie mieszka 866 osób. W 2020 roku 3,9% populacji gminy stanowiły osoby urodzone poza Szwajcarią.

W 2000 roku 98,9% populacji mówiło w języku niemieckim.